# Кав'я Коппарапу
Кав'я Коппарапу — американська підліток-винахідниця індійського походження, засновниця Girls Computing, популяризаторка науки серед дівчат.
League
|  | Одна справа ходити до школи, вчити щось і потім просто випуститися з неї, а зовсім інша - насолоджуватися процесом навчання та використовувати набуті знання у реальному світі |

## Особисте життя

### Освіта
Зараз Кав'я навчається на першому курсі у Гарвадському університеті Ліги Плюща, де вивчає комп'ютерні науки та біологію. Вона є випускницею старшої школи наук та технологій імені Томаса Джефферсона в Александрії, Вірджинії.

### Волонтерство
Вона була визнана за свої академічні досягнення як американський президентський вчений у 2018 році. З 2015 року дівчина є засновником та генеральним директором GirlsComputingLeague — неприбуткової групи, яку вона створила, щоб допомогти заповнити гендерний розрив у інформатиці. Організація присвячена просуванню дівчат у технологічних науках. GCL співпрацює з ініціативою Білого дому CSforALL, Amazon, Google і Apple. З моменту свого заснування компанія GCL залучила понад 100 000 доларів на програми з комп'ютерних наук і вплинула на понад 4000 студентів у столичному районі DC. GirlsComputingLeague також зазнала 200 % річного добровольчого зростання.
У 2016 році була першою членкинею студентського правління Дитячого наукового центру Північної Вірджинії. В даний час Кав'я є студентським радником правління Національного центру жінок у сфері інформаційних технологій або NCWIT.

### Публічні виступи
Кав'я — завзятий оратор, яка виступила на TEDx Talk, у Smithsonian, космічному центрі імені Кеннеді NASA, Світовому банку та кількох конференціях зі штучного інтелекту. В даний час вона співпрацює з Університетом Монреаля як людина, що підпише у майбутньому Монреальську декларацію з етичного використання штучного інтелекту.

### Дослідження
Коппарапу пристрасно займається дослідженнями на перетині медицини та інформатики, працюючи над проектами, які були визнані IEEE Spectrum, Tech Crunch та NVIDIA. У цьому ряді вона була визнана Героєм Здоров'я WebMD 2017 року та фіналістом у 2018 році «Регенерон Наук Талант».

## Значні проекти

### GLIOVISION
Це платформа прецизійної медицини, яка використовує глибоке навчання для визначення молекулярної та генетичної сигнатури пухлини головного мозку з точністю 100 % у частині часу/вартості традиційних методів. Клінічні тестування проводяться в медичному центрі Джорджтауна.

### EYEAGNOSIS
Це програма, яка дозволяє діагностувати пошкодження сітківки очей на ранній стадії. Вона використовує техніку машинного навчання та 3D-друковане прикріплення лінз для автоматичного скринінгу діабетичної ретинопатії за допомогою смартфона. У співробітництво входять NIH та генеральна лікарня Massachusetts.
Принцип роботи такий: потрібно запустити програму, встановити режим мікрозйомки на телефоні, піднести його максимально близько до очей і зробити їхній знімок. Зконцентруючи світло від спалахів камери на задній частині очей, об'єктив сфотографує саме сітківку. Потім додаток проаналізує детально знімок на основі даних Національного інституту здоров'я США і, зробивши порівняльний аналіз, видасть результат, який ви зможете показати лікареві.

## Нагороди
- 2017 International Conrad Spirit of Innovation Challenge 1st Place Winner
- 2017 International Science and Engineering Fair 3rd Place Category Winner
- 2018 Davidson Institute for Talent Development Laureate $50,000 scholarship
- 2018 Regeneron Science Talent Search Finalist $25,000 scholarship
- 2017 WebMD Health Hero $25,000 grant for my nonprofit
- 2018 Thiel Fellowship Finalist
- 2019 Harvard College Innovation Challenge Founder Excellence Prize